# Хотіївка (Корюківський район)
Хоті́ївка — село в Україні, у Корюківській міській громаді Корюківського району Чернігівської області. Населення становить 292 осіб. До 2016 орган місцевого самоврядування — Хотіївська сільська рада.

## Географія
Село розташоване за 22 км від районного центру і залізничної станції Корюківка. Висота над рівнем моря — 158 м.

## Історія
У Національній книзі пам'яті жертв Голодомору 1932—1933 років в Україні записано два мешканці села, які померли від голоду.
12 червня 2020 року, відповідно до розпорядження Кабінету Міністрів України № 730-р «Про визначення адміністративних центрів та затвердження територій територіальних громад Чернігівської області», увійшло до складу Корюківської міської громади.
19 липня 2020 року, в результаті адміністративно-територіальної реформи та ліквідації колишнього Корюківського району, село увійшло до складу новоутвореного Корюківського району.

## Галерея

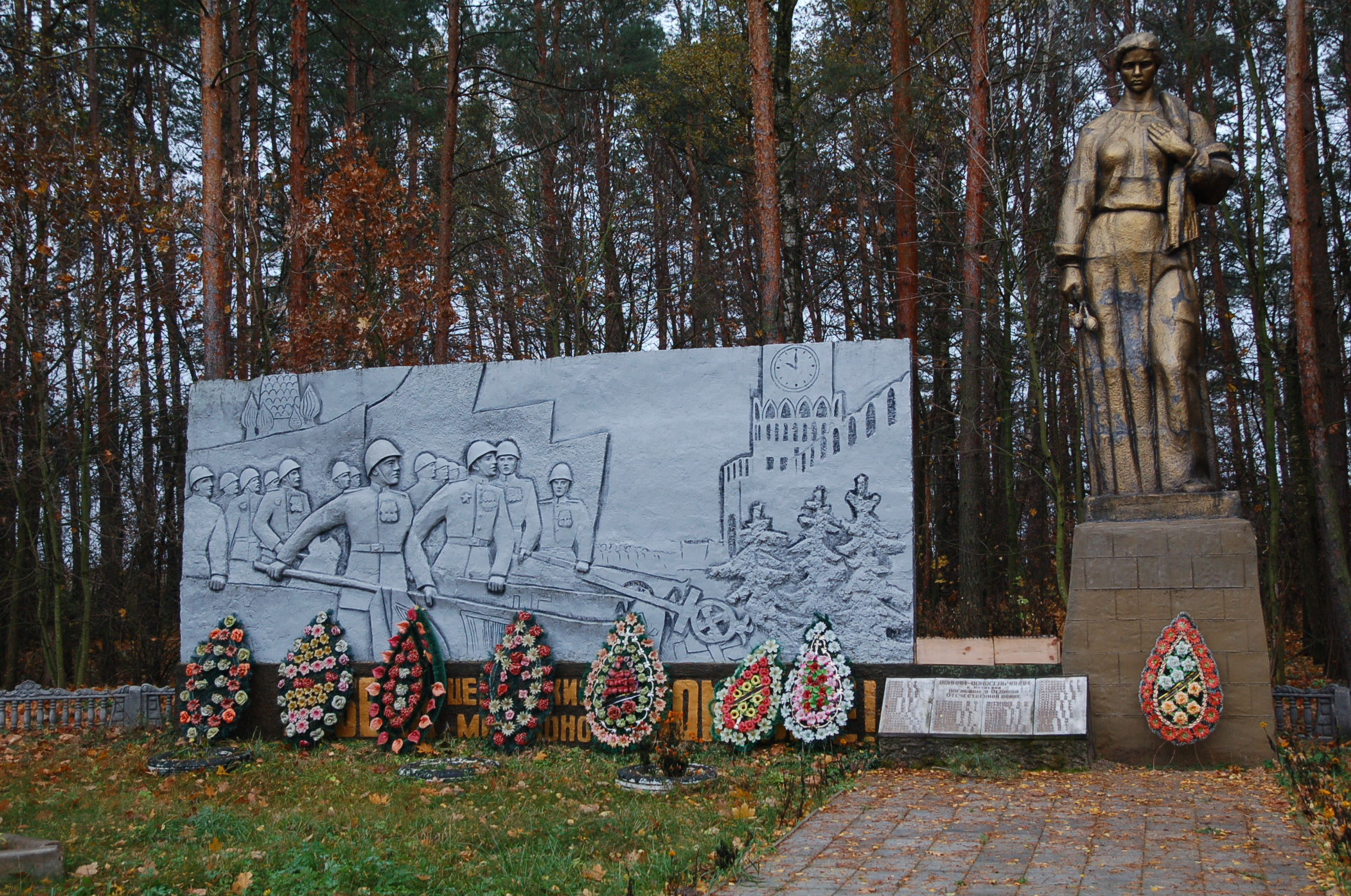
Пам'ятник радянським воїнам